# Swainsona
Swainsona es un género de plantas con flores  perteneciente a la familia Fabaceae. Es nativo de Australia. Contiene 85 especies, todas menos una son endémicas de Australia, la excepción, S. novas-zelandiae , se produce sólo en Nueva Zelanda.

## Etimología
El nombre del género fue otorgado en honor del botánico inglés Isaac Swainson .

## Especies seleccionadas
- Swainsona acuticarinata (A.T.Lee) Joy Thomps.
- Swainsona adenophylla J.M.Black
- Swainsona affinis (A.T.Lee) Joy Thomps.
- Swainsona beasleyana F.Muell.
- Swainsona behriana F.Muell. ex J.M.Black
- Swainsona brachycarpa Benth.
- Swainsona bracteata (Maiden & Betche) Joy Thomps.
- Swainsona burkei F.Muell. ex Benth.
- Swainsona burkittii F.Muell. ex Benth.
- Swainsona cadellii F.Muell. ex C.Moore & Betche
- Swainsona calcicola Joy Thomps.
- Swainsona campestris J.M.Black
- Swainsona campylantha F.Muell.
- Swainsona canescens (Benth.) F.Muell.
- Swainsona colutoides F.Muell.
- Swainsona complanata Joy Thomps.
- Swainsona concinna F.M.Bailey
- Swainsona cornuta Joy Thomps.
- Swainsona coronillifolia Salisb.
- Swainsona cyclocarpa F.Muell.
- Swainsona decurrens A.T.Lee
- Swainsona dictyocarpa J.M.Black
- Swainsona disjuncta Joy Thomps.
- Swainsona ecallosa Sprague
- Swainsona elegans A.T.Lee
- Swainsona elegantoides (A.T.Lee) Joy Thomps.
- Swainsona eremaea Joy Thomps.
- Swainsona extrajacens Joy Thomps.
- Swainsona fissimontana J.M.Black
- Swainsona flavicarinata J.M.Black
- Swainsona formosa (G. Don) Joy Thomps. - Sturt pea
- Swainsona forrestii F.Muell. ex A.T.Lee
- Swainsona fragilis F.M.Bailey
- Swainsona fraseri Benth.
- Swainsona fuscoviridis Joy Thomps.
- Swainsona galegifolia (Andrews) R.Br.
- Swainsona gracilis Benth.
- Swainsona greyana Lindl.
- Swainsona halophila Joy Thomps.
- Swainsona incei W.R.Price
- Swainsona kingii F.Muell.